# Abdel Hadi al-Qasabi
Abdel Hadi al-Qasabi (arabisch عبد الهادي القصبي) ist ein ägyptischer Sufi-Großscheich und Politiker aus Tanta. Er ist der Sohn von Ahmed Abdel Hadi al-Qasabi. Er ist das Oberhaupt des Qasabiya-Sufiordens, eines Zweiges des Chalwatiya (Halveti) -Ordens. Er war gewähltes Mitglied des Komitees für die Erstellung einer neuen Verfassung der Republik Ägypten von 2012 (siehe Verfassunggebende Versammlung Ägyptens).
Qasabi ist Oberhaupt des Obersten Sufi-Rates. Nach dem Tod von Ahmed Kamel Yasin im Jahr 2008 war es zu einem Nachfolgestreit zwischen al-Qasabi und Mohamed Alaa al-Din abu Azaim, dem Oberhaupt des Azaimiya-Ordens gekommen. 2009 intervenierte das Regime in dem Machtkampf innerhalb des Sufi-Rats und der ägyptische Präsident Mubarak ernannte im April 2010 den regimetreuen al-Qasabi zum Oberhaupt. Nach der Revolution verlangten eine Reihe von Sufi-Scheichs, darunter der alexandrinische Sufi-Führer Scheich Gaber Kasem, dessen Absetzung wegen seiner Nähe zum Regime.
Er war ein durch den Präsidenten Mohammed Mursi ernanntes Mitglied des Schura-Rates.
Von 1978 bis 2011 war er Mitglied der regierenden Nationaldemokratischen Partei und ihrer Politkommission, der Gamal Mubarak – der Sohn von Präsident Mubarak – vorstand.